# Jean Finnegan
Elizabeth Jean Finnegan FAA es una botánica australiana que investiga los procesos de floración de plantas y la regulación epigenética en plantas.  Actualmente trabaja en el CSIRO como científica principal, donde dirige la investigación sobre el 'Control de Iniciación Floral', parte de la insignia de agricultura de CSIRO (anteriormente conocida como Industria de plantas CSIRO)

## Educación
Recibió su licenciatura en ciencias (honores) de la Universidad de Adelaide y su doctorado de la Universidad de Adelaide en 1979. (Tesis: "Estudios transcripcionales de bacteriófagos 186")

## Reconocimiento
Fue elegida miembro de la Academia de Ciencias de Australia en mayo de 2014 sobre la base de su investigación líder mundial sobre la expresión de genes de plantas.  Su contribución a la ciencia de las plantas incluye su trabajo inicial, la clonación de la primera planta (METI) y su trabajo que demuestra que la metilación del ADN (un proceso bioquímico que modifica el ADN de la planta) es esencial para el desarrollo normal de la planta y al reducir los niveles de metilación cambia el tamaño y la forma de la planta, el tiempo de floración, la estructura de las flores y el número de semillas. 
En 2012, recibió la "Medalla Julian Wells" por sus contribuciones a la investigación sobre la organización y la expresión del genoma.
Está en el consejo editorial de BMC Plant Biology.

## Investigación
Su investigación se centra en los mecanismos epigenéticos de los procesos de floración en las plantas, específicamente, el papel de la metilación del ADN en el desarrollo normal de las plantas.  La metilación del ADN es un proceso bioquímico que modifica el ADN, y el trabajo de Finnegan es uno de los primeros en mostrar esto en las plantas. Continúa siendo líder en su campo a través de su investigación sobre los procesos de floración y el papel de la metilación del ADN y la epigenética, ayudando a comprender los mecanismos que contribuyen a la regulación negativa del locus de floración C (FLC) en plantas vernalizadas.  El foco de su investigación actual es investigar el papel de la metilación del ADN en la regulación de rasgos de importancia agronómica en el trigo. 